# Feder & Schwert
Feder & Schwert GmbH war ein Kölner Verlag (bis 2016 Sitz in Mannheim) für fantastische Literatur. Bekannt wurde der Verlag insbesondere durch die deutsche Übersetzung diverser Rollenspielprodukte aus der Welt der Dunkelheit, wie zum Beispiel Vampire: Die Maskerade und dessen Nachfolger Vampire: Requiem.

## Geschichte
Der im Jahre 1989 gegründete Verlag widmete sich zunächst dem Horror-, SF- und Fantasygenre. Einige Spiele, die Feder & Schwert in Deutschland populär machten, wurden von Activision und Interplay als Computerspiel („Vampire: Die Maskerade – Redemption“ bzw. „Hunter: The Reckoning“) umgesetzt und sogar von Aaron Spelling als Fernsehserie („Clan der Vampire“) adaptiert. 2001 kam mit dem Rollenspiel Engel ein eigenes multimediales Spielprodukt auf den Markt. Ebenfalls 2001 erweiterte F&S sein Verlagsprogramm um die deutsche Version der Cartoon-Comics-Serie Dork Tower von John Kovalic. Mit den Vampirkrimis von Tanya Huff wagte er sich auch in die nichtspielbezogene Belletristik vor. Von 2004 bis 2009 war der Verlag auch der deutsche Lizenznehmer des Rollenspiels Dungeons & Dragons der Firma Wizards of the Coast. Außerdem gehörte seit 2005 die deutsche Version des Warhammer-Fantasy-Rollenspiels zur Produktpalette.
Im Sommer 2006 verkündete der Verlag aufgrund mangelnder Verkaufszahlen eine Einstellung der deutschen Übersetzung aller Welt der Dunkelheit-Produkte und eine stärkere Orientierung hin zu Dungeons & Dragons, dem Warhammer-Fantasy-Rollenspiel und der Belletristik. Ende November 2008 verkündete der Verlag auf seiner Website, dass er nach dem 31. Dezember 2008 nicht mehr im Besitz der Lizenz von Dungeons & Dragons sei.
Seit 2007 gab der Verlag im Rahmen der Reihe origin neuen Autoren und Ideen im Bereich Phantastik eine Chance; gleich der erste origin-Titel, Oliver Plaschkas Fairwater oder Die Spiegel des Herrn Bartholomew gewann den Deutschen Phantastikpreis 2008 als bester Debütroman und Ju Honisch folgte diesem Vorbild mit Das Obsidianherz 2009.
In den folgenden Jahren hatte sich das Unternehmen ganz auf phantastische Belletristik mit gelegentlichen Ausflügen in ihr altes Betätigungsfeld, das Erzählspiel, eingeschworen. Hierbei legte der Verlag Wert darauf, dem Mainstream des Genres nicht über Gebühr entgegenzukommen, sondern die Qualität der Geschichten in den Mittelpunkt zu rücken.
2016 wurde Feder & Schwert vom Uhrwerk Verlag übernommen. Im Jahr 2019 gab Uhrwerk die Insolvenz bekannt.

## Produkte
Das Unternehmen stand in erster Linie für die qualitativ hochwertige deutschsprachige Umsetzungen diverser Rollenspiellizenzen wie White Wolfs Welt der Dunkelheit, Wizards of the Coasts Dungeons & Dragons und Games Workshops Warhammer-Fantasy-Rollenspiel und Warhammer 40.000 – Schattenjäger und Freihändler.
Darüber hinaus verlegte das Unternehmen spielbezogene Belletristik zu den Dungeons & Dragons-Spielwelten, Eberron und Vergessene Reiche. Mit der origin-Reihe veröffentlichte der Verlag seit 2007 phantastische Romane junger deutschsprachiger Autoren. Ende 2009 gründete Feder & Schwert das Sublabel Steampunk, um diesem literarischen Genre auch in Deutschland mehr Aufmerksamkeit zukommen zu lassen. Seit 2010 wagte sich der Verlag erstmals in den Krimisektor vor und veröffentlichte Romane auch ohne phantastischen Bezug, blieb aber der phantastischen Literatur im Wesentlichen treu.

## Veröffentlichungen

### Belletristik
Kage Baker
- Die Frauen von Nell Gwynne's
- Der Amboss der Welt
- Das Haus des Hirsches

Jim Butcher
- Die dunklen Fälle des Harry Dresden 1-15
- Harry Dresden Kurzgeschichtenbände (Nebenjobs, Im Auftrag des Yeti, Fallstudien)

Simon R. Green
- Geschichten aus der Nightside Band 1–12 (Sammelbände 1-3)
- Die Dämonenkriege Band 1-4
- Shaman Bond Band 1-3, 6-9
- Ishmael Jones Band 1-

Marion G. Harmon
- Wearing the Cape 1-3

Charlaine Harris
- Die Sookie Stackhouse-Reihe Band 1–3
- Stummer Zorn
- Die Aurora Teagarden-Reihe Band 1–8

Tanya Huff
- Die Chroniken des Blutes Band 1–5
- Die Tony-Reihe Band 1–3
- Die Chroniken der Hüter Band 1–3
- Die Silbernen
- Die Hexenchroniken Band 1-2

Richard Kadrey
- Sandman Slim Band 2

Jens Lossau & Jens Schumacher
- Die Fälle des I.A.I.T. 1-6

Henning Mützlitz
- Hexagon - Der Pakt der Sechs

Elke Pistor
- Das Portal

Reihen
origin
- Das Spiel des Asen von Ulrich Drees
- Drei Tage bis Vollmond von Hagen Haas
- Der Mönch in Weimar von Alexander Röder
- Teufelsacker von Carsten Steenbergen

Das besondere Buch (Schöne Bände in besonderer Ausstattung)
- Die Baker-Street-Artefakte von Christian von Aster (Hrsg.)
- Wahre Märchen 2 von Annie Bertram (Hrsg.)
- Der erste Spielleiter von David Kushner

Engel
- Romane aus dem Engel-Universum, Band 1–7

Splittermond-Romane
- Nacht über Herathis von Anton Weste
- Die Pyramiden von Pirimoy von Christian Lange
- Phönix & Affe von Judith Vogt
- Alles zum Schein von Vincent Voss
- Kalt wie Eis von Felix Münter

Pathfinder-Saga
- Prinz der Wölfe von Dave Gross
- Winterhexe von Elaine Cunningham
- Herr der Teufel von Dave Gross
- Die Kreuzfahrerstraße von Michael Stackpole
- Die Dornenkönigin von Dave Gross
- König des Chaos von Dave Gross

Die Welt von Eis & Dampf
- Eis & Dampf (Anthologie) von Judith und Christian Vogt (Hrsg.)
- Die zerbrochene Puppe von Judith und Christian Vogt
- Die verlorene Puppe von Judith und Christian Vogt
- Die aegyptische Maschine von Christian Lange

Die Chroniken der Nebelkriege von Thomas Finn
- Der silberne Traum
- Das unendliche Licht
- Der eisige Schatten
- Die letzte Flamme

Science-Fiction
- Imagery von Christoph Marzi
- Oscuridad – Absturz ins Ungewisse von Eric Nowack

## Vergriffen

### Rollenspiele
- Vampire: Die Maskerade (Vorlage für die PC-Spiele Vampire: Redemption und Vampire: Bloodlines)
- Jäger: Die Vergeltung (Vorlage für das PC-Spiel Hunter: The Reckoning)
- Magus: Die Erleuchtung
- Werewolf: The Apocalypse
- Wechselbalg: Der Traum
- Mumien: Die Wiedergeburt
- Dämonen: Die Gefallenen
- Vampire aus der Alten Welt
- Trinity
- Die Welt der Dunkelheit
- Vampire: Requiem
- Werewolf: The Forsaken
- Karma
- Nephilim
- Engel
- Kleine Ängste
- Exalted
- Dungeons & Dragons
- Warhammer-Fantasy-Rollenspiel
- Warhammer 40.000-Rollenspiel: Schattenjäger
- Warhammer 40.000-Rollenspiel: Freihändler

### Romane
- Fairwater oder Die Spiegel des Herrn Bartholomew von Oliver Plaschka

Steampunk
- Das mechanische Herz von Dru Pagliassotti
- Der Kristallpalast von Oliver Plaschka, Matthias Mösch und Alexander Flory
- Die Götter von Whitechapel von S. M. Peters
- Matamba von Kirsten Brox

Terri Persons
- Die Fälle der Bernadette Saint Clare Band 1–3

Casey Daniels
- Die Pepper Martin-Reihe Band 1–4

Ju Honisch
- Salzträume Band 1–2
- Schwingen aus Stein
- Das Obsidianherz
- Jenseits des Karussells

D&D: Vergessene Reiche
- Ratgeber & Regenten Band 1–3 (Roman)
- Die Avatar-Chronik Band 1–5 (Roman)
- Die Rückkehr der Erzmagier Band 1–3 (Roman)
- Das Jahr der Abtrünnigen Drachen Band 1–3 (Roman)
- Die Sembia-Reihe Band 1–6 (Roman)
- Der Krieg der Spinnenkönigin, Band 1–6
- Die Büßerin, Band 1–3
- Die Tiefwasser-Reihe Band 1–4 (Roman)

D&D: Eberron
- Die träumende Finsternis Band 1–3 (Roman)

#### Romane zum Film
- Schwerter des Königs – Dungeon Siege (Roman) von Severin Rast

## Auszeichnungen
- Nyctalus Award 2005, Beste Übersetzung für "Blutschuld" (Tanya Huff)[3]
- Deutscher Phantastik Preis 2008, Bestes deutschsprachiges Debüt für "Fairwater oder die Spiegel des Herrn Bartholomew" (Oliver Plaschka)[4]
- Deutscher Phantastik Preis 2009, Bestes deutschsprachiges Debüt für "Das Obsidianherz" (Ju Honisch)[5]
- Deutscher Phantastik Preis 2011, Bester Roman National für "Jenseits des Karussells" (Ju Honisch)[6]
- Deutscher Phantastik Preis 2013, Bester Roman National für "Die zerbrochene Puppe" (Judith & Christian Vogt)[7]
- Seraph Literaturpreis 2013, Longlist Bestes Debüt für "Maschinengeist" (Chris Schlicht)[8]
- Deutscher Phantastik Preis 2014, Beste Anthologie für "Eis & Dampf" (Hrsg. Judith & Christian Vogt)[9]
- Seraph Literaturpreis 2014, Bestes Buch für „Schwingen aus Stein“ (Ju Honisch)[10]
- Seraph Literaturpreis 2014, Shortlist Bestes Debüt für "Der Mönch in Weimar" (Alexander Röder)[11]
- Hombuch-Preis 2015, Nominierung für "Eis und Dampf" (Hrsg. Judith & Christian Vogt)
- Seraph Literaturpreis 2017, Longlist Bestes Buch für "Die verlorene Puppe" (Judith Vogt)
- Seraph Literaturpreis 2016, Longlist Bestes Debüt für "Matamba" (Kirsten Brox)[12]
- RPC Fantasy Award 2017, 3. Platz für "Splittermond 1: Nacht über Herathis" (Anton Weste)[13]
- Seraph Literaturpreis 2018, Longlist Bestes Debüt für "Drei Tage bis Vollmond" (Hagen Haas)
- Seraph Literaturpreis 2018, Longlist Bestes Debüt für "Splittermond 1: Nacht über Herathis" (Anton Weste)
- RPC Fantasy Award 2018, 2. Platz für "Der erste Spielleiter: Gary Gygax und die Erschaffung von D&D" (David Kushner)[14]
- RPC Fantasy Award 2018, Juryaward für "Splittermond 3: Phönix und Affe" (Judith Vogt)[15]
- Goldener Stephan 2018, Kategorie Comic & Graphic Novel für "Der erste Spielleiter: Gary Gygax und die Erschaffung von D&D" (David Kushner)[16]
- Kristallner Stephan 2018, Kategorie Phantastische Literatur für "Karriere: Superheldin: Wearing the Cape 1" (Marion Harmon)[17]